# Erica lowryensis
Erica lowryensis là một loài thực vật có hoa trong họ Thạch nam. Loài này được Bolus mô tả khoa học đầu tiên năm 1909.